# ジョヴァンニ・スパドリーニ
ジョヴァンニ・スパドリーニ（イタリア語: Giovanni Spadolini, 1925年6月21日 - 1994年8月4日）は、イタリアの政治家、元首相。新聞の編集者であり、ジャーナリストであり、また歴史家でもあった。

## 経歴
フィレンツェ生まれ。ジャーナリストとしてはペンネームとしてジョヴァンニ・デッレ・バンデ・ネーレの名前を借用して活動していた。また政界入りする前は1968年から1972年まで日刊紙コリエーレ・デラ・セラの編集者だった。
1972年に中道の自由主義政党であるイタリア共和党（PRI）から上院議員となり政界入りしてからは文化相（初代）、教育相などを務めた文化色の強い政治家だったが、1979年から1987年までは共和党において党首（書記長または幹事長と訳される）となった。そして、P2事件の発覚によりアルナルド・フォルラーニ首相が辞任したことを受けて、1981年から翌年にかけイタリアの首相を務めた（この間第7回、第8回の先進国首脳会議（G7サミット）に参加している）。第二次世界大戦後、イタリアが共和国になって以来、キリスト教民主主義（DC）以外の世俗派から選出された首相は、スパドリーニが初めてであった。また、このときイタリア共和党は下院における第7党に過ぎず、議会の過半数から支持を得た連立政権とはいえ、議院内閣制の下であってもこうした少数政党から首相が選出されたことは世界的にみても珍しい例とされている。イタリアの政治の不安定さの象徴的な出来事でもあった。首相としては対マフィア戦争などへの対応に苦慮した。
首相退任後は、1983年から1987年までベッティーノ・クラクシ（イタリア社会党初の首相）率いる連立政権下で国防相を務めた。国防相ポストの退任後はすぐ上院議長に転じ、タンジェントポリとそれに伴う政界再編の時期を経て1994年4月までその地位にあった（この間、1991年には終身上院議員となった）。1992年には短期間、大統領職を代行したこともある。しかし1994年イタリア総選挙においてシルヴィオ・ベルルスコーニのフォルツァ・イタリアをはじめとする中道右派連合が勝利したことにより上院議長の退任を余儀なくされ、その4ヶ月後にローマで死去した。
その他、1976年から死去する1994年まではボッコーニ大学（it）総長のポストにあった（同ポストの後任は、後に首相となるマリオ・モンティ）。